# Міст Падма

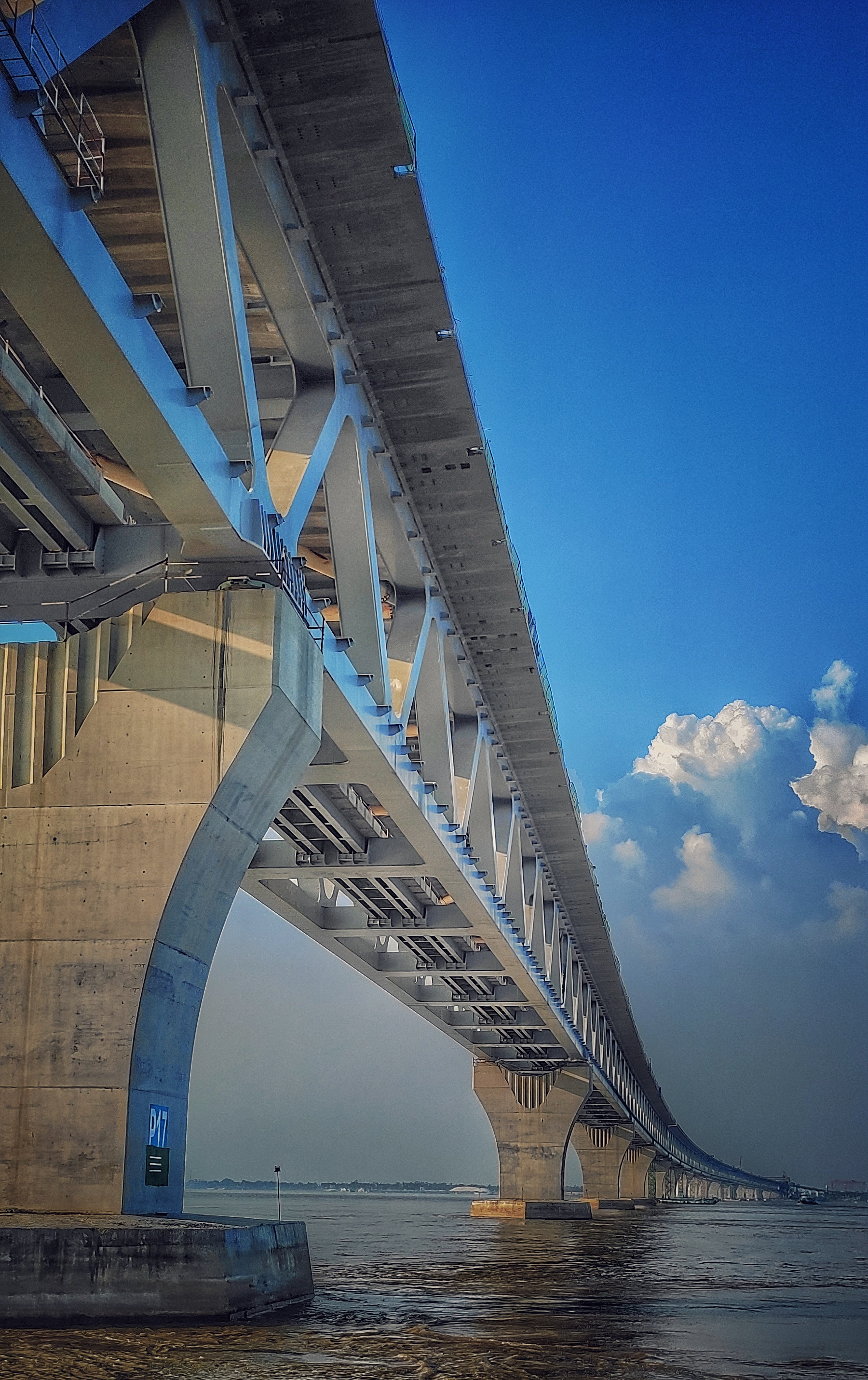
Міст Падма під час будівництва у вересні 2021 року.

Падма Сету або міст Падма — багатоцільовий автомобільний і залізничний міст, побудований через річку Падма в Бангладеш. Завдяки цьому райони Шаріатпур і Мадаріпур були з’єднані з Лауджонгом Муншиганджу. Міст урочисто відкрили 25 червня 2022 року. У цей день колишній прем'єр-міністр Бангладеш Шейх Хасіна вперше офіційно піднялася на міст Падма, заплативши за проїзд, і таким чином міст був відкритий.
Міст Падма був побудований Бангладеш повністю власними силами. Будівництво мосту Падма вважається найскладнішим будівельним проектом в історії Бангладеш. Двоповерховий сталевий бетонний міст має чотирисмугову проїжджу частину на верхньому ярусі та одну рейкову колію на нижньому ярусі. Міст, побудований в басейні річки Падма - Брахмапутра - Мегхна, складається з 41 прогону, довжина кожного прольоту 150 м і 22 в ширину. Загальна довжина мосту 6,15 км (3,82 милі). Це найдовший міст у Бангладеш, найдовший міст через Ганг як за кількістю прольотів, так і за загальною довжиною, а також найвищий у світі пальовий міст із висотою 128 метрів (420 футів).

## Історія
У 1971 році група геодезистів з Японії подала звіт про техніко-економічне обґрунтування будівництва дороги Дакка-Фарідпур у Східному Пакистані (нині Бангладеш), у щоденній газеті Purbadesh. У рамках будівництва дороги вони запропонували побудувати міст через річку Падма. Після здобуття Бангладеш незалежності шейх Муджибур Рахман, перший президент Бангладеш, оголосив про будівництво мосту через річку Падма, але проект не був реалізований через його смерть.
16 вересня 1998 року адміністрація столиці Бангладеш Дакки виділила 3643 млн так на будівництво моста через річку Падма на шосе Дакка-Мава-Бханга-Кхулна з метою встановлення прямого сполучення між південними і південно-західними регіонами країни. Згідно з пропозицією, будівництво мосту мало розпочатися в липні 1999 року і завершитися в червні 2004 року. Пізніше, в травні 1999 року, почалося попереднє техніко-економічне обґрунтування зазначеного проекту моста. 4 липня 2001 року тодішній прем'єр-міністр Шейх Хасіна заклала перший камінь в основу мосту на ділянці Мава-Джазіра. У 2004 році Японська організація міжнародного співробітництва (JICA) залучила консультанта Ніппона Коея (Nippon Koei), який після проведення детального дослідження проекту мосту Падма запропонував побудувати міст у раніше запланованому місці Мава-Джазіра.
У річній програмі розвитку на 2006-2007 роки тодішній уряд Бангладеш прийняв план будівництва багатоцільового мосту Падма. Тимчасовий уряд почав переговори про отримання допомоги від Азіатського банку розвитку для будівництва мосту. Після техніко-економічного обґрунтування 20 серпня 2007 року тодішній тимчасовий уряд схвалив проект мосту Падма вартістю 10 161 млрд так на засіданні Ecnec. Тоді було поставлено завдання побудувати міст до 2015 року. Для цього того року також було оголошено тендери на детальний проект мосту Падма. 
Перед загальними виборами 2008 року Ліга Авамі Бангладеш у своїй передвиборчій програмі пообіцяла побудувати міст Падма. Після перемоги на виборах уряд Ліги Авамі виступив з ініціативою реалізації проекту. Тоді було оголошено, що будівництво мосту Падма буде розпочато до 2011 року. Для цього у 2009 році було призначено консультаційну фірму для проектування та розпочато землевідведення. Світовий банк, Азіатський банк розвитку, JICA та Ісламський банк розвитку пообіцяли фінансувати будівництво мосту. 28 квітня 2009 року Бангладеш підписала кредитну угоду зі Світовим банком.
У квітні 2010 року Управління мостів Бангладешу (BASEC) оголосило попередній кваліфікаційний тендер для проекту будівництва основної інфраструктури мосту Падма. Згідно з першим планом, будівництво мосту мало розпочатися на початку 2011 року, а основні роботи мали бути завершені до 2013 року . Планувалося, проект охопить три райони: Муншігандж (Мава-Пойнт/Північний берег), Шаріатпур і Мадаріпур (Джанджіра/Південний берег). Загальна площа необхідних і придбаних для цього земель становить 918 га.
26 листопада 2014 року почалося будівництво головного мосту Падма. Прем'єр-міністр Шейх Хасіна урочисто відкрила будівельні роботи 12 грудня 2015 року.

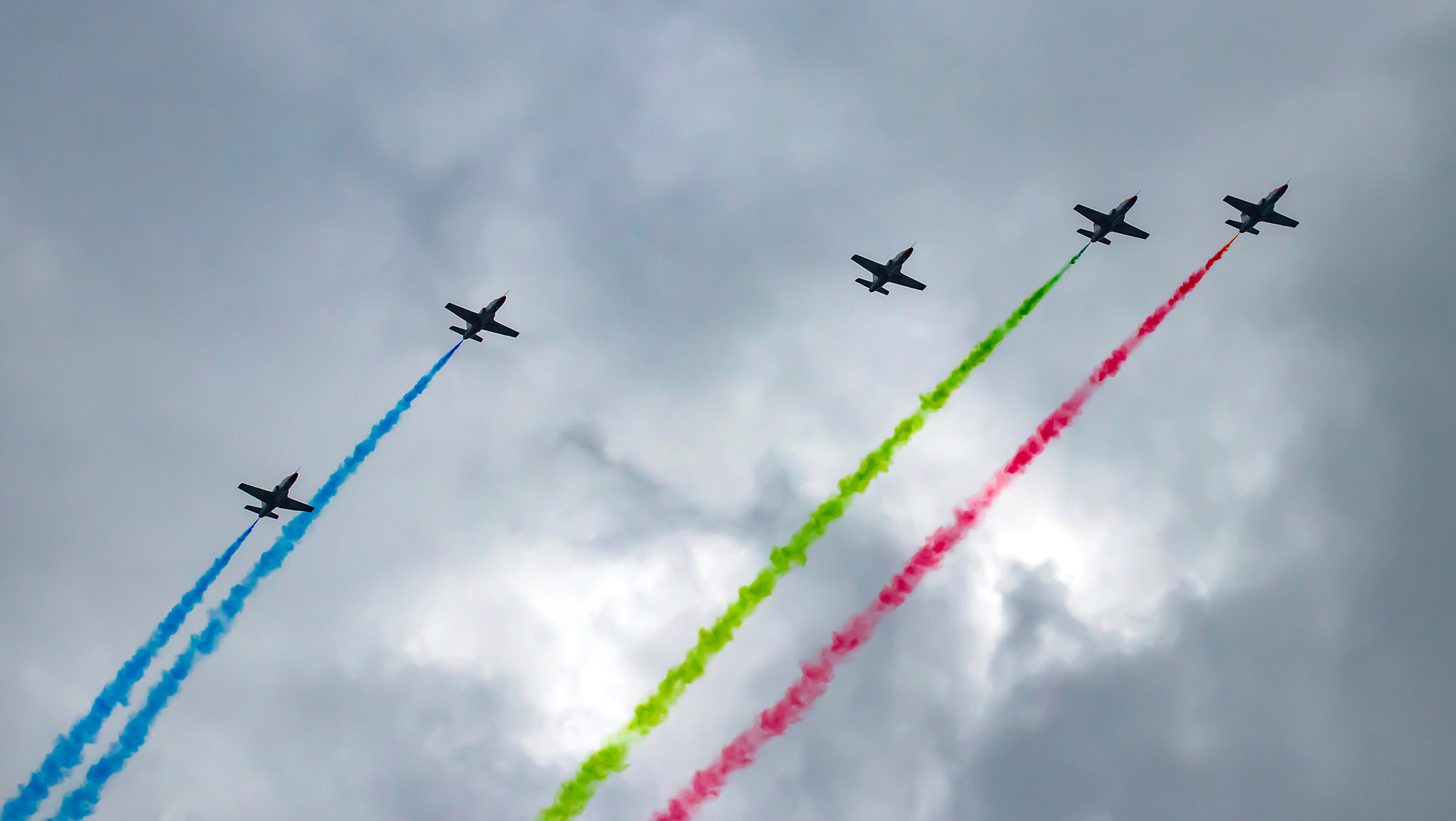
Захоплюючий проліт ВПС Бангладеш над мостом зробив церемонію відкриття мосту яскравішою.

Міст був офіційно відкритий прем’єр-міністром Бангладеш Шейх Хасіною 25 червня 2022 року, а наступного дня він був відкритий для громадського користування. Прем'єр-міністр Бангладеш представив пам'ятну поштову марку з нагоди відкриття мосту. Винищувачі ВПС Бангладеш і винищувальні вертольоти показали фігури вищого пілотажу та обльоти під час церемонії відкриття. З нагоди урочистого відкриття мосту уряди та посли багатьох країн світу, включаючи Пакистан, Мальдіви, Шрі-Ланку, Непал, Бутан, Китай, Данію надіслали вітальні послання. Крім того, присутній на церемонії відкриття постійний представник Світового банку також привітав уряд Бангладеш.
Після урочистого відкриття міст відкрили для публіки, і відразу ж виник хаос. У перший день його відкриття внаслідок ДТП за кермом мотоцикла з порушенням швидкісного режиму загинуло двоє людей. У зв’язку з цим на мосту було посилено патрулювання військовослужбовцями та розгорнуто мобільні суди, а на мосту заборонено зупинку транспортних засобів, стоянку, проїзд пішоходів та мотоциклів.

## Плата за проїзд і доходи

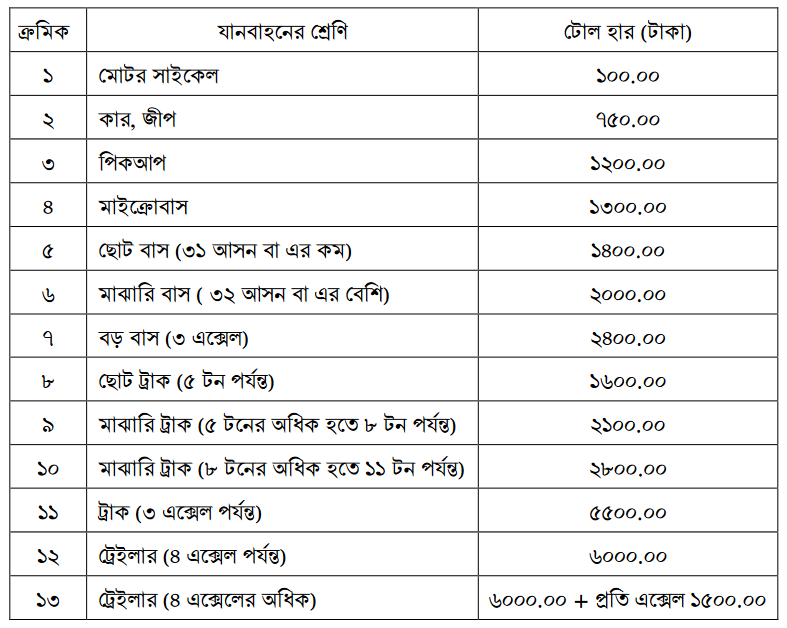
Плата за перетин мосту Падма.

28 квітня 2022 року Міністерство мостів запропонувало ставку плати за проїзд мостом Падма та надіслало його на затвердження прем’єр-міністру Шейх Хасіні. 17 травня Міністерство автомобільного транспорту та мостів оприлюднило повідомлення, яким встановило різні ставки плати за проїзд у різних видах транспорту. Jamuna Bank допомагає стягувати плату за проїзд мосту Падма.

## Господарське значення
Багатоцільовий міст Падма забезпечує пряме сполучення з південно-західною частиною центральної частини Бангладеш черезпункт Мава-Джазіра. Цей міст значно сприяє соціальному, економічному та промисловому розвитку відносно слаборозвиненого регіону. У результаті проект розглядається як дуже важлива інфраструктура для транспортної мережі країни та регіонального економічного розвитку. Міст також вміщує майбутні залізничні, газові, електричні лінії та оптоволоконний кабель. Очікується, що в результаті будівництва цього мосту ВВП Бангладеш зросте до 2 відсотків.

## Суперечки та чутки
У липні 2019 року у Facebook поширилися чутки, що для будівництва мосту Падма потрібні людські голови. Пізніше мостобудівне управління 9 липня 2019 року розіслало ЗМІ повідомлення, назвавши цю інформацію чутками та безпідставною. Щоб зупинити поширення оманливої інформації, дослідники порадили керівництву мосту поширити всі подробиці будівництва мосту серед громадськості.

## Читрашала

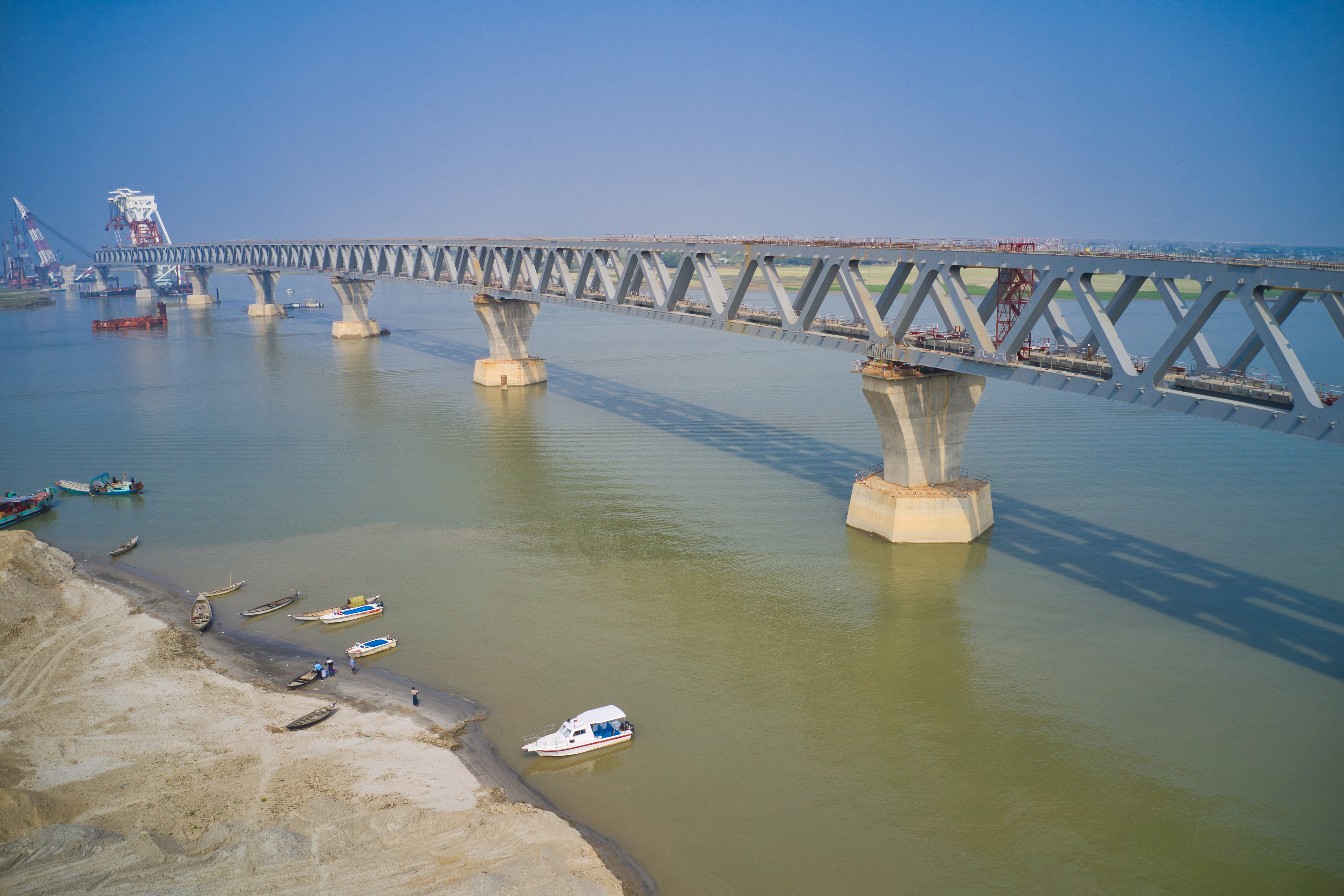
Міст Падма будується в 2019 році
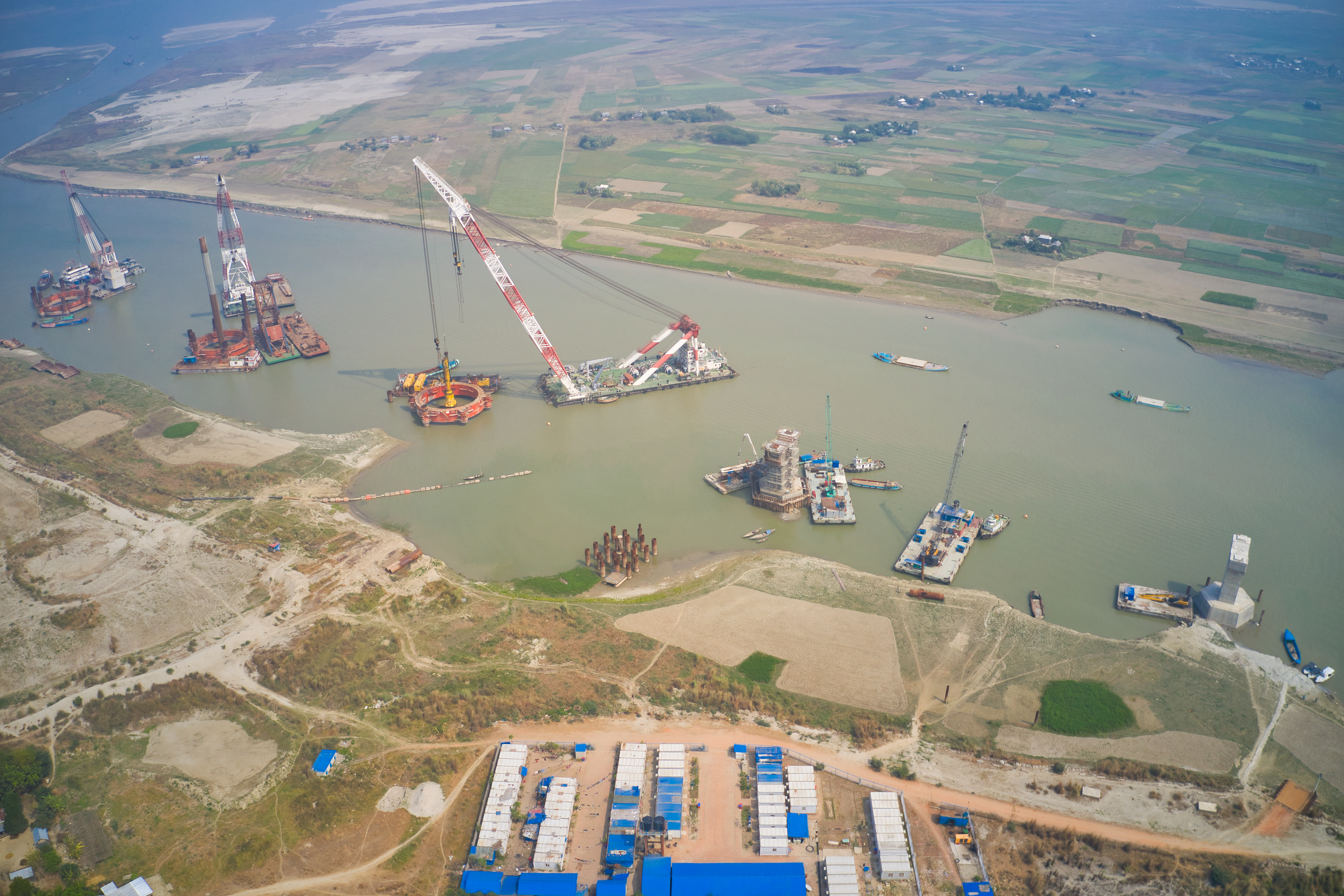
Міст Падма будується в 2019 році
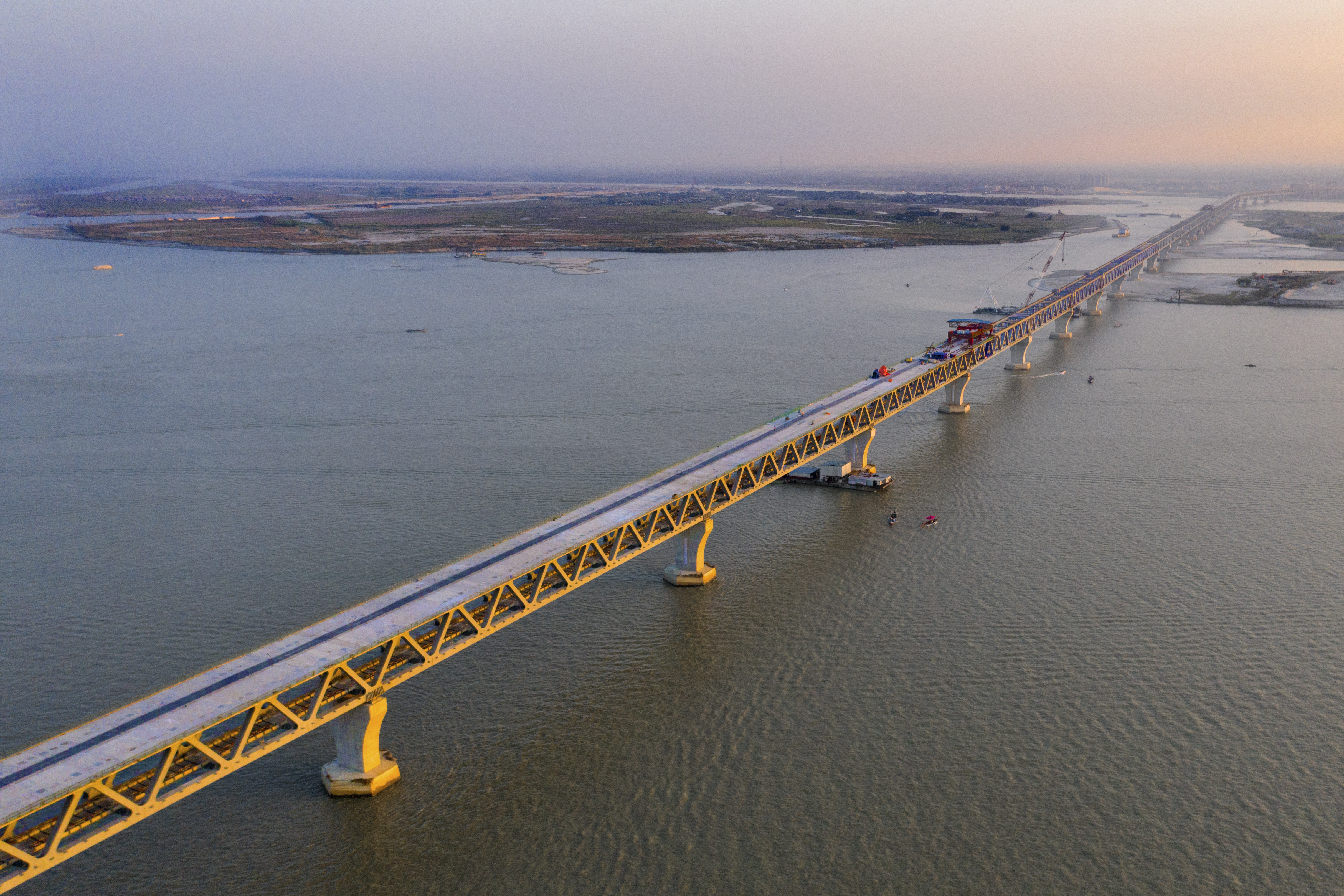
Міст Падма будується в 2020 році
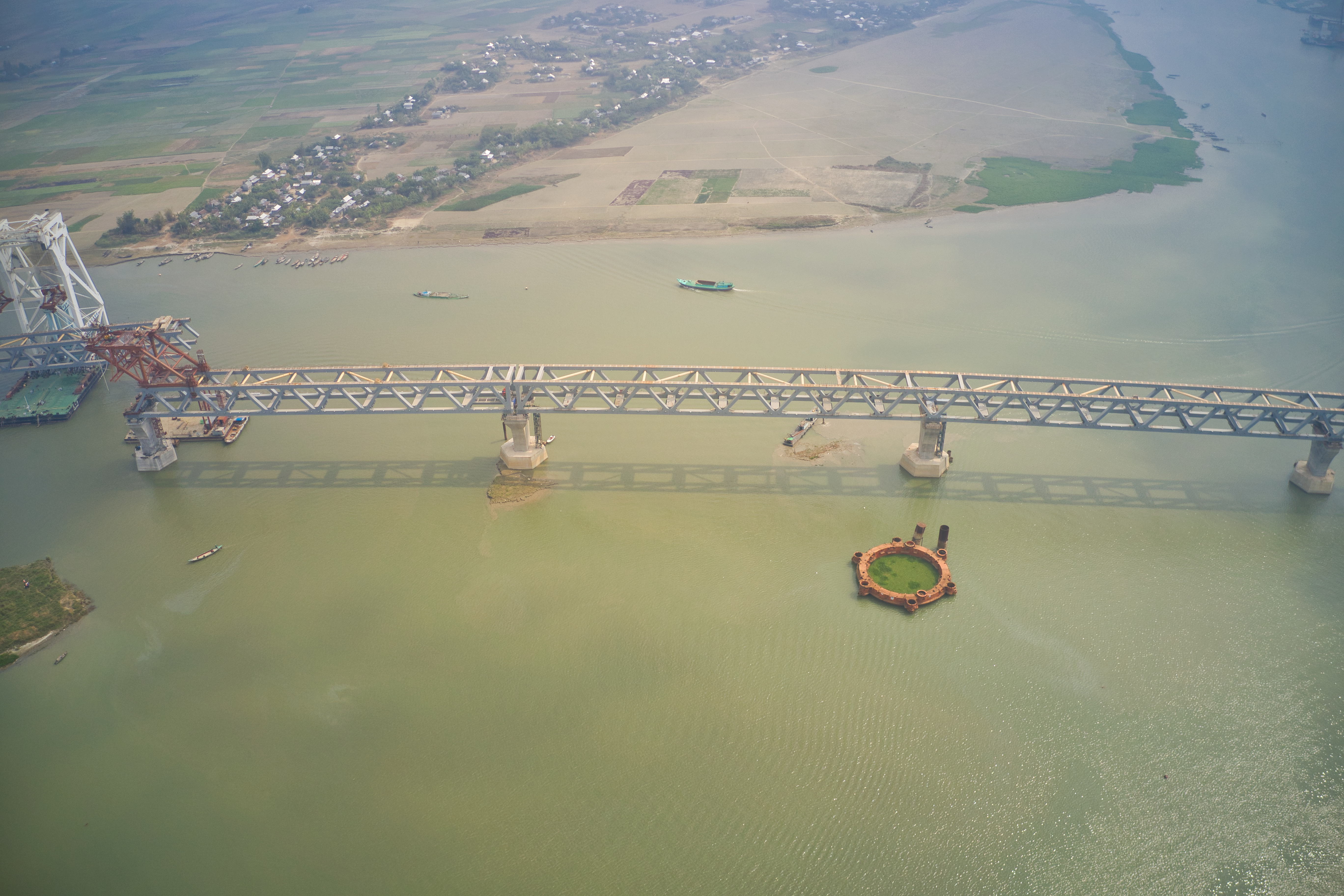
Міст Падма будується в 2019 році
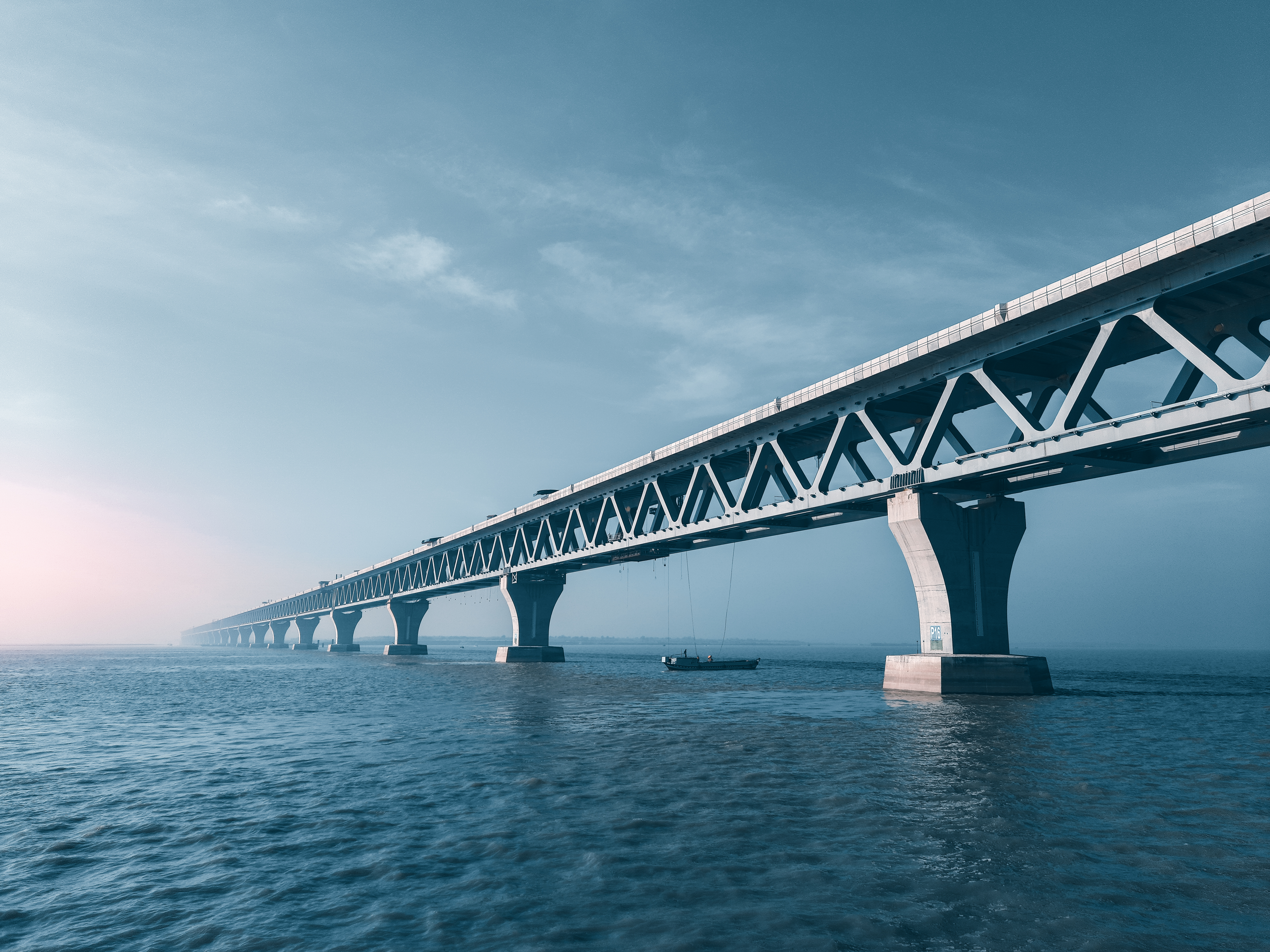
Міст Падма в листопаді 2021 року
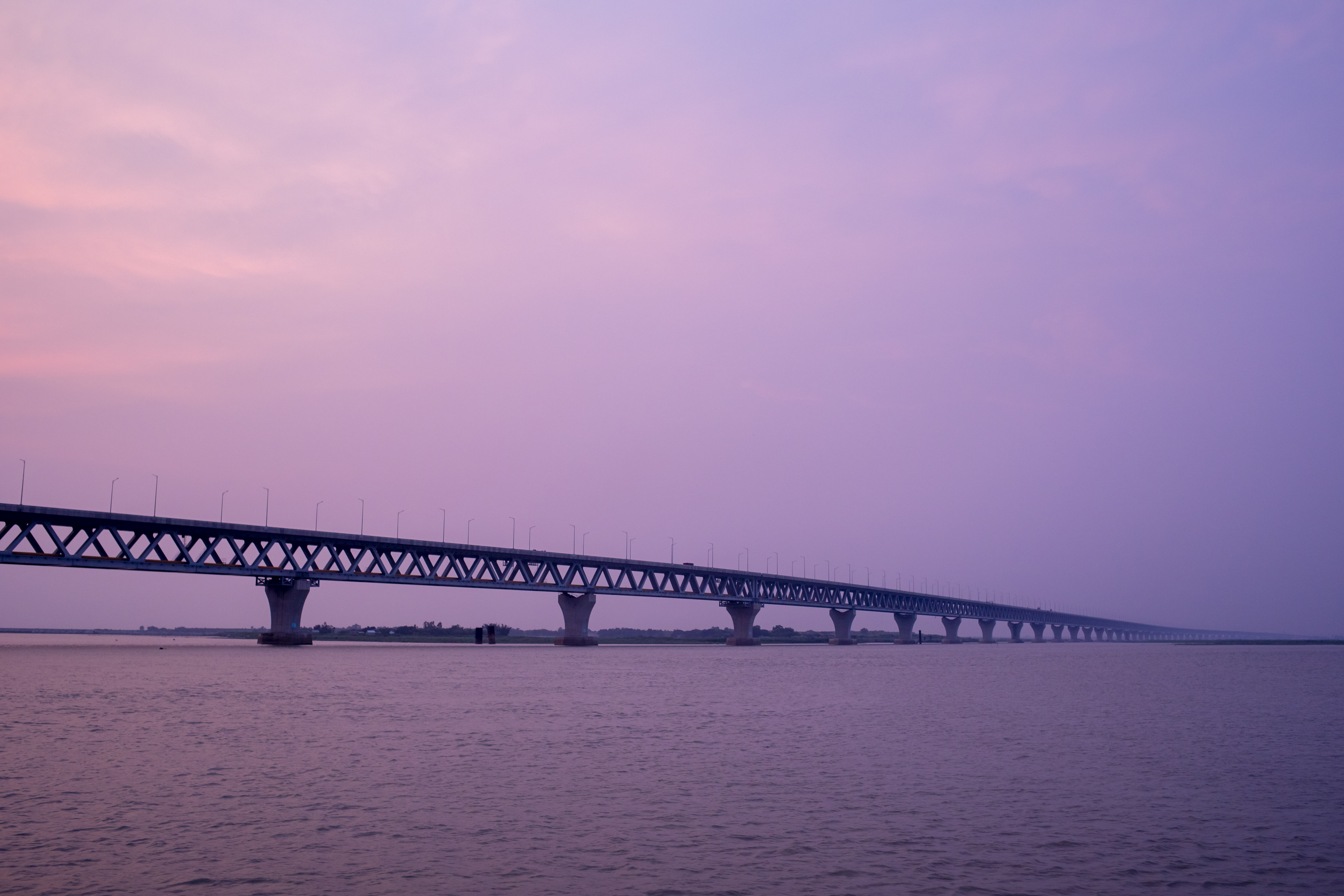
Остаточна структура мосту Падма у 2022 році
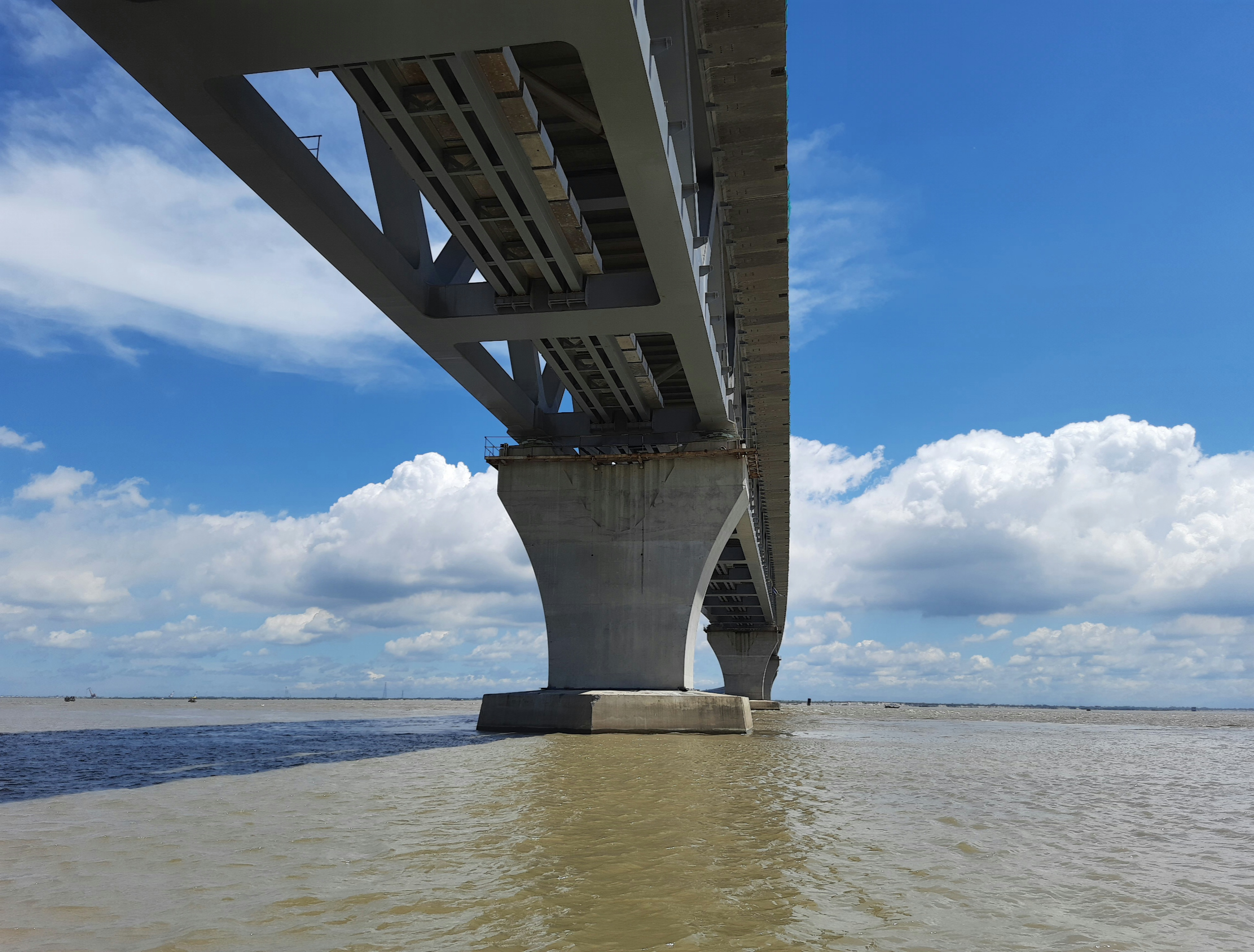
Нижня частина мосту
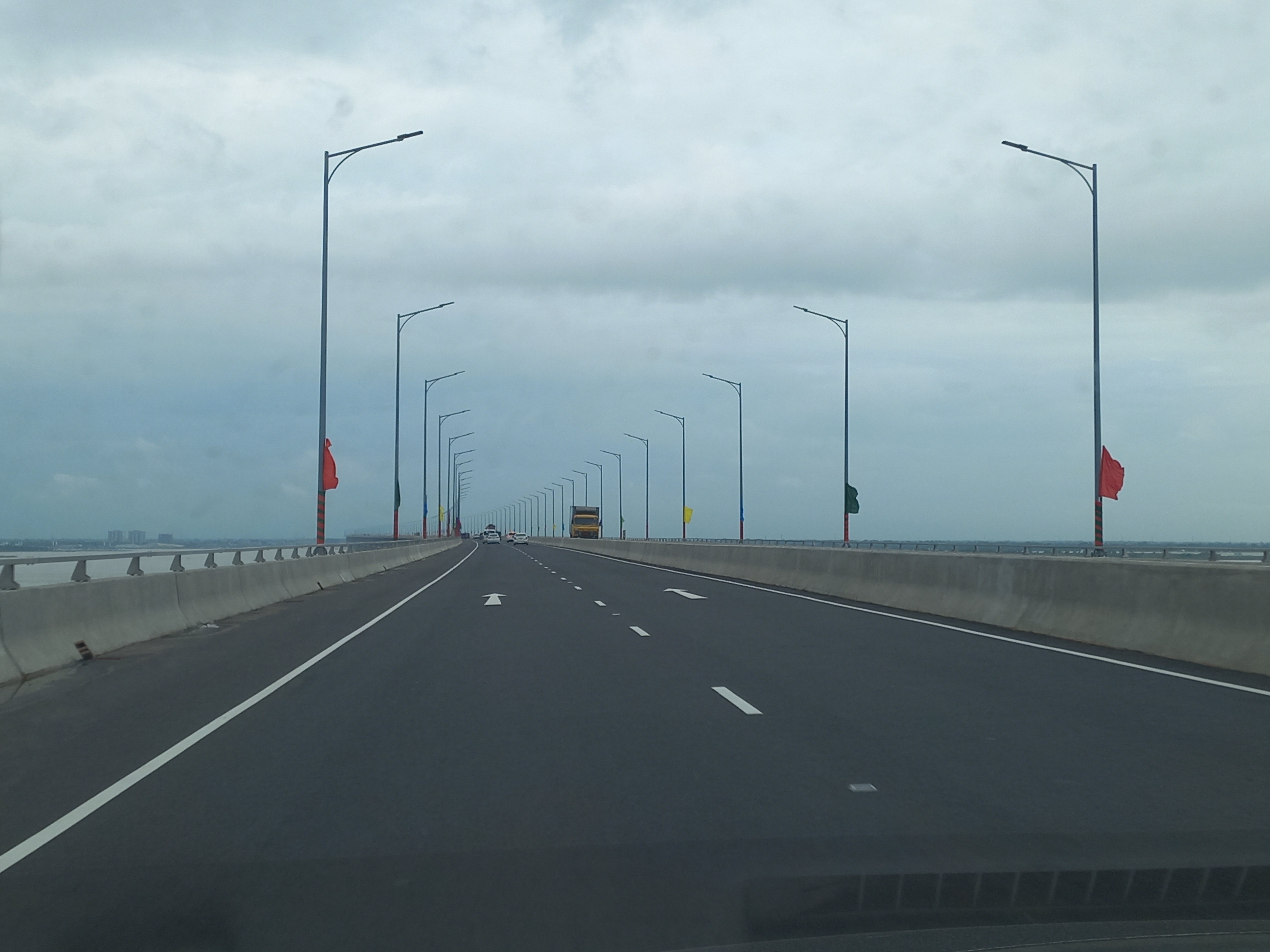
Дорога на місту
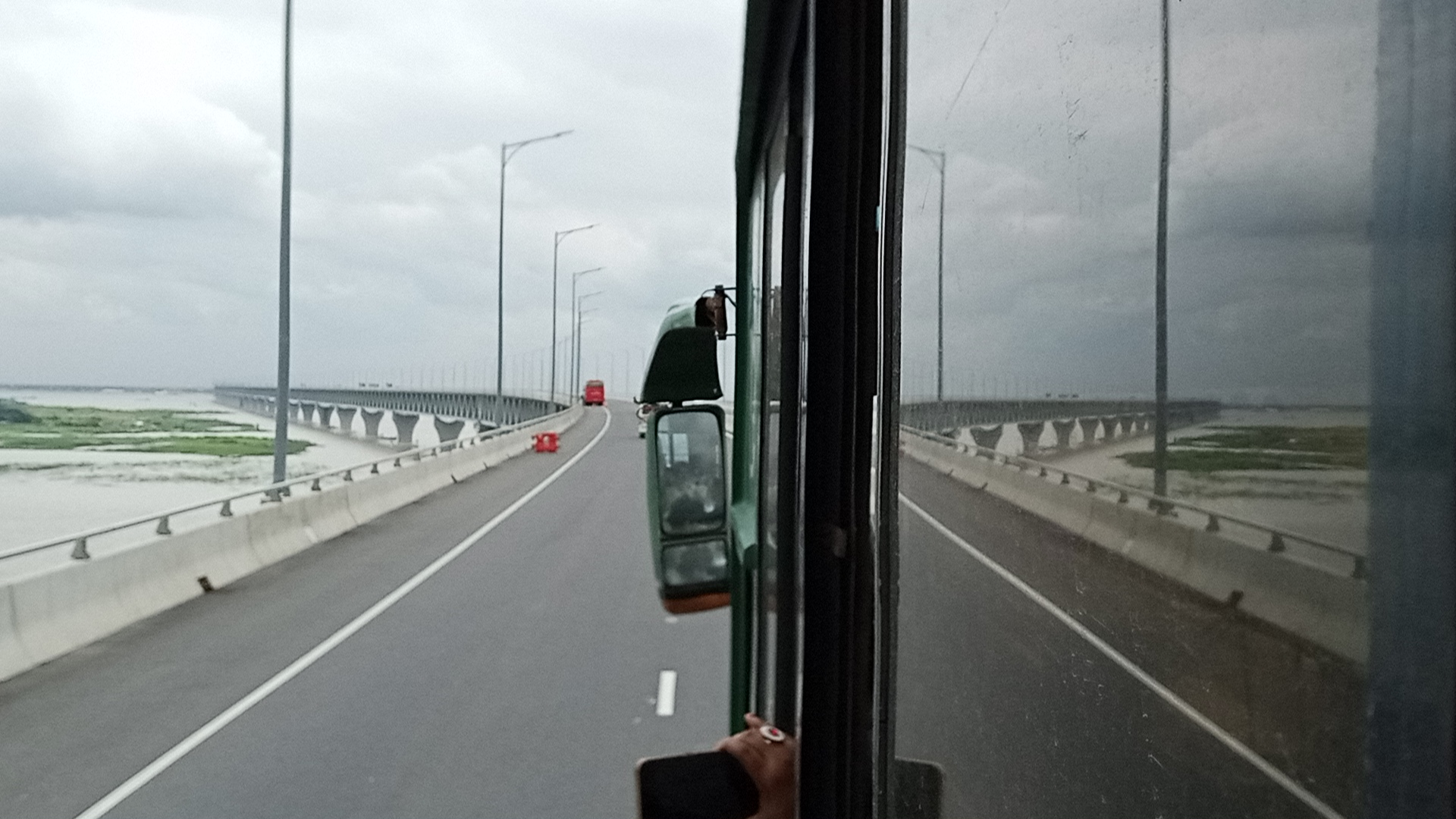
По мосту їде автобус
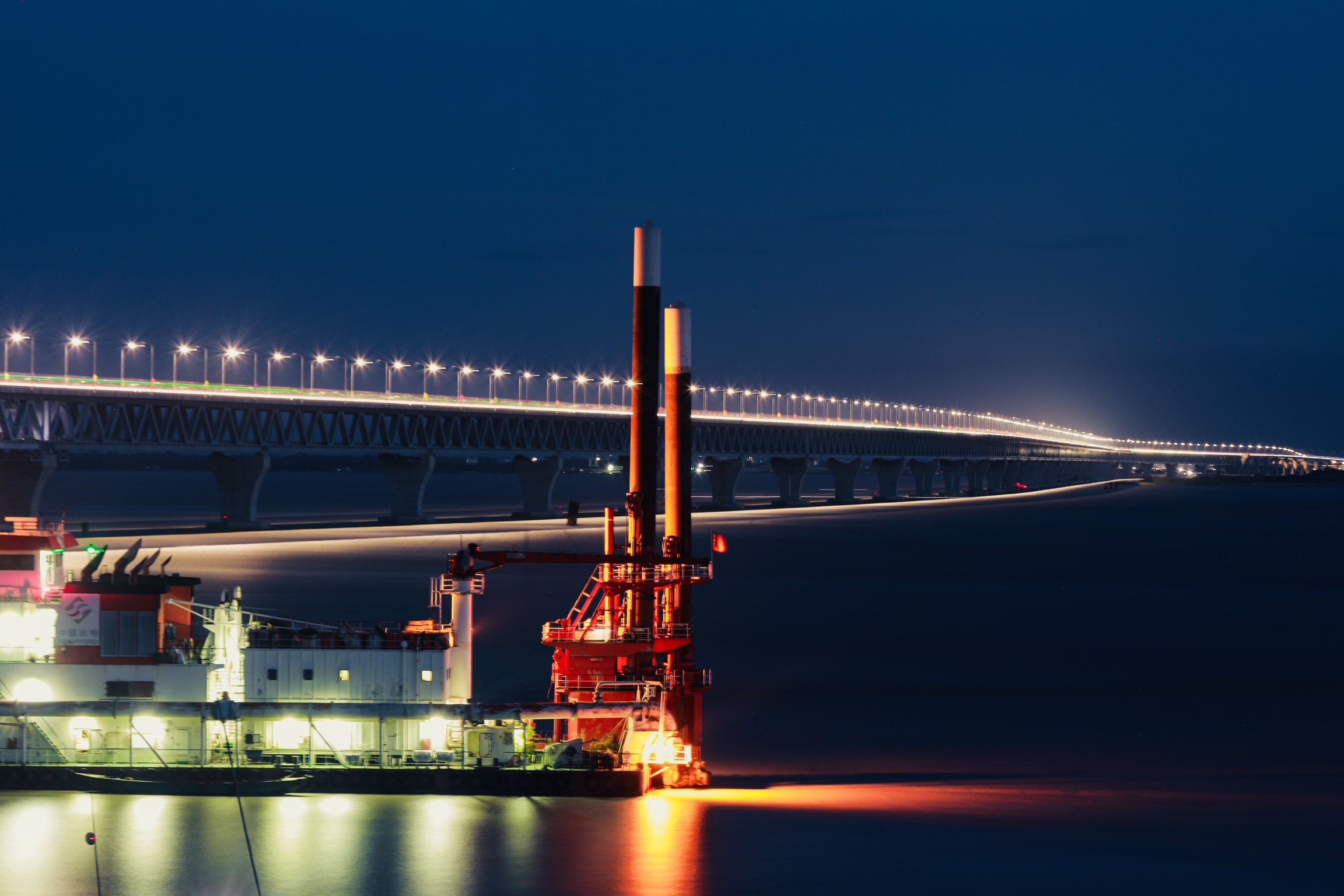
Міст вдалині вночі